# Operation Comeback
Operation Comeback (orig. Love Is Forever) ist ein US-amerikanischer Fernsehfilm aus dem Jahre 1983. Als literarische Vorlage dient ein autobiografischer Artikel John Everinghams in der Zeitschrift Reader’s Digest. Regie und Drehbuch stammen von Hall Bartlett. Die Inszenierung schildert die dramatische Befreiungsaktion eines Journalisten, der trotz eigener Gefahr ins kommunistische Laos zurückkehrt, um seine einheimische Geliebte zu retten, die er einst unter widrigen Umständen zurücklassen musste.
Michael Landon, Jürgen Prochnow und Laura Gemser spielen in den Hauptrollen – letztere unter dem exotischen Pseudonym Moira Chen. Die Produktion ist einer der wenigen dramatischen und ernsten Filme Gemsers, die vorwiegend durch freizügige Rollen Bekanntheit erlangte. In Nebenrollen agieren Priscilla Presley und Gemsers Ehemann Gabriele Tinti.

## Handlung
Mitte der 1970er-Jahre toben erbittert geführte Machtkämpfe in Südostasien. Von russischen Militärexperten ausgebildete und geführte Einheiten dominieren weite Teile Indochinas. Einzig Thailand bildet eine Ausnahme. Das Königreich lehnt sich außenpolitisch an die USA an und wird so zu einem Anziehungspunkt von Millionen Flüchtlingen. Während die Vereinigten Staaten einen geheimen Krieg in der Region austragen, versuchen viele Laoten ihr kommunistisches Heimatland, einen Polizeistaat, zu verlassen. Der Mekong stellt jedoch ein unüberwindbares Hindernis dar.
Der Australier John Everingham, ein politischer Journalist und Fotograf, ist der einzig verbliebene westliche Berichterstatter in Laos des Jahres 1977. Offiziell arbeitet er an Kulturberichten, im Geheimen verfasst er jedoch hochbrisante Politartikel, die zumeist auf Insider-Informationen basieren. Diese lässt er dann außer Landes in den Westen schmuggeln. Der Chef der Geheimpolizei Pathet Lao, General Serge Kapler, ein Russe deutscher Abstammung, versucht derweil Everingham, der Immunität genießt, als verräterischen Spion zu entlarven. Der Geheimdienstchef schränkt zunächst die Bewegungsfreiheit des Journalisten ein. Im Anschluss rekrutiert er die 23-jährige Medizinstudentin und Leiterin des Kulturzentrums Keo Sirisomphone als Polizeispitzel. Obgleich die aufgezwungene Pflicht der laotischen Schönheit merkliches Unbehagen bereitet, fügt sie sich pflichtbewusst ihrem Schicksal. John und Keo arbeiten in der Folge an einer Tourismusbroschüre. Sie kommen sich näher und verlieben sich schließlich ineinander.
Eines Tages offenbart Everingham seiner erstaunten Geliebten, dass er vornehmlich das politische Geschehen des Landes beobachte, Kultur und Leute dienen lediglich der Tarnung. Sirisomphone bleibt loyal, eine Denunziation schließt sie generell aus. Der Geheimdienstchef hat unterdessen genug belastendes Material angehäuft, um alle Landesverräter zu überführen, darunter auch einen ranghohen Militär aus dem Führungsstab. Everingham wird daraufhin verhaftet und gefoltert. Nach der Weigerung, ein erpresserisches Schuldeingeständnis zu unterschreiben, wird ihm gemeinsam mit Freunden ein Schauprozess gemacht. Der Hauptdarsteller wird letztlich des Landes verwiesen. Keo Sirisomphone bleibt allein zurück. Die attraktive Frau muss sich fortan den Annäherungen des liebestollen, verheirateten Generals erwehren.
Im thailändischen Exil trifft Everingham umgehend Vorbereitungen zur Befreiung. Er fasst heimlich den Plan, den Grenzstrom Mekong hindurchzutauchen, die große Liebe abzufangen – Keo ist im Übrigen Nichtschwimmerin – und gemeinschaftlich zurückzukehren. Nach mehrwöchigem Training gelingt Everingham schließlich am 27. Mai 1978 die Überführung seiner Liebsten. Am Ende erklärt eine Off-Stimme dem Zuschauer, dass beide nach ihrer Heirat Eltern eines Sohnes wurden. Des Weiteren heißt es, General Kapler hätte mehrfach versucht, John Everingham töten zu lassen, zuletzt Mitte 1982 – während der Dreharbeiten zu diesem Film.

## Hintergrund
Die Verfilmung des Stoffes sollte eigentlich unter dem Namen Comeback Einzug in den Kinos halten. Da es jedoch zwischen Executive Producer Michael Landon und Regisseur Bartlett immer wieder zu Streitigkeiten kam, waren Verzögerungen die Folge. Die Produktionsschwierigkeiten gipfelten schließlich in der Idee, eine Fernsehfassung unter dem Namen Love Is Forever abzudrehen – was dann auch geschah.
Nach Fertigstellung des Films waren Landon und Bartlett bemüht, Laura Gemsers Namen – ihr eilte der Ruf einer Softpornodarstellerin voraus – in allen Werbemaßnahmen zu unterdrücken. Schließlich wählte Gemser auf Geheiß Bartletts einen Künstlernamen: Moira Chen
Die ursprüngliche 150-minütige Fassung wurde später auf 127 Minuten geschnitten und am 3. April 1983 im US-Fernsehen erstveröffentlicht; ein weiterer Schnitt führte zu einer 100-Minuten-Version für die Syndikation. In Deutschland ist Operation Comeback im Dezember 1989 auf Video und am 8. Februar 2010 unter dem Titel Liebe ist unendlich auf DVD erschienen. Ein weiterer Alternativtitel, In den dunklen Fluten des Mekong, fand bei Fernsehausstrahlungen Verwendung.

## Kritiken
Das Lexikon des internationalen Films bezeichnet die Produktion als einen „Reißer, der sich vergeblich um einen authentischen Anstrich bemüht und Zeitgeschichte nur für seine Zwecke“ ausbeute. „Das politische Elend Indochinas ist lediglich Staffage für das Duell der beiden Männer.“ Hal Erickson bewertete den Film für AllMovie  leicht überdurchschnittlich.

## Belege und weiterführende Informationen
1. 1 2 3 4 5  Hal Erickson: Operation Comeback (Memento vom 13. Oktober 2019 im Internet Archive) bei AllMovie (englisch, Wertung )
2. ↑  vgl. Peter Osteried in Simpel Movie Porträt (Broschüre): Laura Gemser. Medien-, Publikations- und Werbegesellschaft Knorr Martens, 2007, ISBN 978-3-931608-79-8, Seite 12
3. ↑  vgl. Eintrag in der Love Is Forever – Release Info in der Internet Movie Database, abgerufen am 21. Juli 2010
4. 1 2  Operation Comeback. In: Lexikon des internationalen Films. Filmdienst, abgerufen am 21. Juli 2010.